# Лена (Бергамо)
Лена (итал. Lenna) је насеље у Италији у округу Бергамо, региону Ломбардија.
Према процени из 2011. у насељу је живело 516 становника. Насеље се налази на надморској висини од 479 м.

## Становништво
Према резултатима пописа становништва 2011. у општини је живело 641 становника.
| 1936. | 1951. | 1961. | 1971. | 1981. | 1991. | 2001. | 2011. |
| ----- | ----- | ----- | ----- | ----- | ----- | ----- | ----- |
| 893   | 962   | 871   | 795   | 715   | 696   | 704   | 641   |